# Paige
Paige (Пейдж) — з 1909 року американський виробник автомобілів. Штаб-квартира розташована в Детройті, штат Мічиган. У 1927 році компанію купує фірма Graham, і виробництво автомобілів під маркою Paige припинилося.

## Фредерік Пейдж
Фредерік Пейдж народився в 1863 році, в 16 він пішов працювати, до 20 він мав свій паперовий бізнес, в 29 він приєднався до бізнесу свого вітчима, який займався страхуванням. В 1904 році він став одним із співзасновників автомобільної фірми Reliance Motor Car Company, спочатку фірма робила легковики, але незабаром переключилася виключно на виробництво вантажівок, і незабаром марка увійшла в імперію General Motors, яка прагнула вийти і в вантажний бізнес. Пейдж йде з компанії після її продажу.

## Заснування компанії
В цей час Геррі Мелфорд Джеветт, який був на 7 років молодшим Пейджа і мав інженерну освіту, розбагатів на продажу вугілля, спочатку в Чикаго, потім в Детройті, сколотивши мільйонний статок на вугіллі, він хоче зайнятися автомобільним бізнесом. У липні 1909 року він зустрічається з Пейджем, який показує йому прототип, що побудував інженер Ендрю Бал, автомобіль мав мотор, об'ємом в 2.2 л і 3 циліндра, причому мотор був 2-тактний, до речі, він видавав 25 сил, що дуже непогано для такого об'єму в той час. Через 3 місяці вони відкривають фірму, яку називають Paige-Detroit.

## Початок виробництва автомобілів

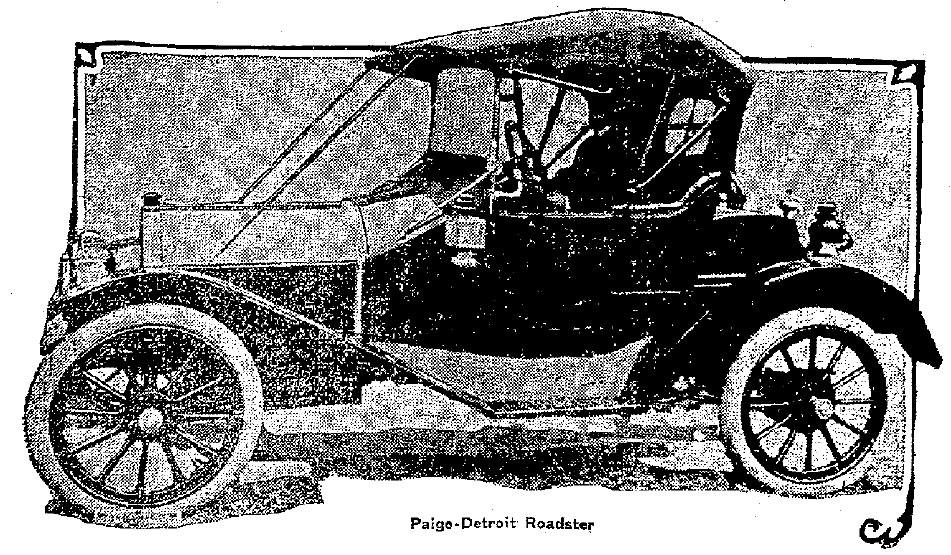
Paige-Detroit Model 1 Challenger

Перші машини почалися випускатися в січні 1910 року, модель носила назву Model 1 Challenger.

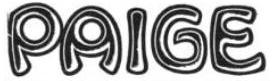
Логотип Paige

Двигун був 3-циліндровий, що було дуже нетипово навіть для початку століття, коли всякі майстри придумували різні механізми, так ось двигун, маючи 3 циліндри і об'єм в 2.2 л, видавав більше потужності, ніж 6-циліндрові мотори більшого об'єму, також мотор не мав клапанів, дуже примітивний мотор, в тому сенсі, що нема чому ламатися.
Стандартно автомобілі комплектувалися масляними фарами, заднім ліхтарем, гудком і набором інструментів.
Машина користувалася непоганим попитом, і незабаром з'явився закритий кузов купе.
Однак Джеветт почав сам вивчати автомобільні конструкції, і доходить висновку, що автомобіль насправді далеко не такий гарний, скривджений Фред Пейдж йде з компанії, а Джеветт призупиняє виробництво, реорганізує технічну команду і сам стає президентом фірми. До речі, за 1910 рік вони встигли продати 800 авто.
В 1911 році з'являється 4-циліндровий 4-тактний мотор, він мав об'єм у 2.9 л і видавав ті ж 25 сил. Спочатку клієнт міг вибрати між 3- і 4-циліндровим мотором на одному шасі, 3-циліндрове авто називалося Model 1, а 4-циліндровий — Model B, незабаром 3-циліндровий автомобіль зник з виробничої програми, а 4-циліндрова машина отримала збільшену на 35 см базу (тепер вона дорівнювала 2.64 м), і стала називатися Model C.
Що цікаво, фірма дає на свою продукцію один рік гарантії, гарантія не поширюється на покришки, але в разі поломки автомобіль доставляли на завод, де її оглядав майстер, і якщо проблема була в дефектній деталі, то її безкоштовно замінювали, другий цікавий нюанс — фірма «Пейдж-Детройт» продавала запчастини своїх автомобілів через дилерів за собівартістю, гордо заявляючи, що прагнуть заробляти не на запчастинах, а на якісних автомобілях. Продажі в 1911 році підскочили до 3000 автомобілів.

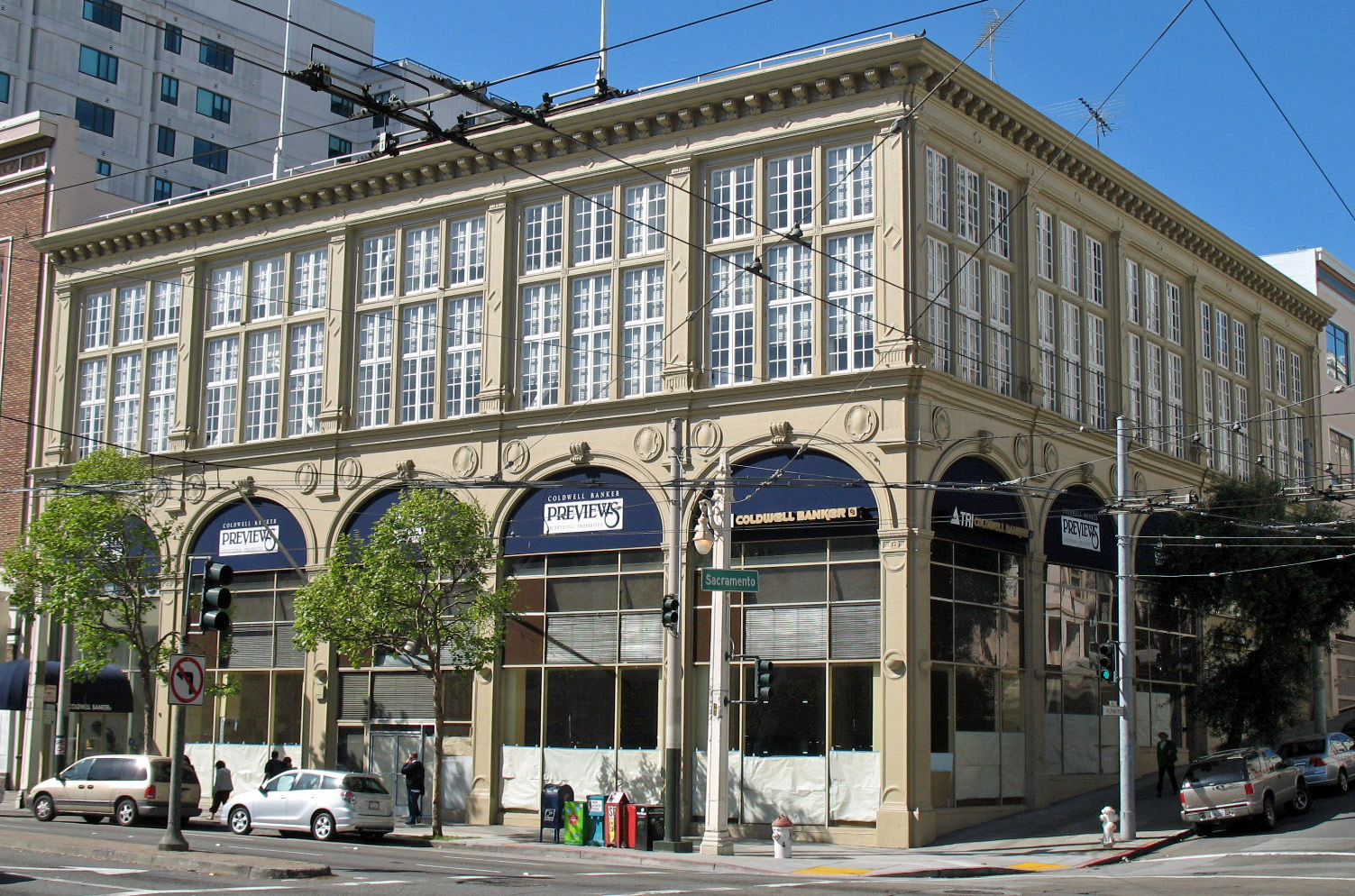
Будівля заводу Paige

В січні 1912 року Джеветт перейменовує фірму просто в «Пейдж». Модель С отримує індекс Series 25, а кузовам даються незвичайні імена: Pinehurst Surrey, La Marquise Coupe, Kenilworth Roadster, Beverly Touring-Torpedo, Brunswick Touring або Rockwell Runabout.
Як стандартне оснащення йдуть лобові стекла і тенти для відкритих типів кузовів, на замовлення «Пейдж» отримує першим з доступних марок стартер.
В 1913 році з'являється модель «Серіес 36» з 4.1 л мотором і більшою базою. Разом з нею всі машини стали мати ліве розташування керма, електричний стартер, фари і панель приладів зі спідометром, також автомобіль серії 36 мав рясний нікельований декор, в тому числі підніжок і рамки для номера.

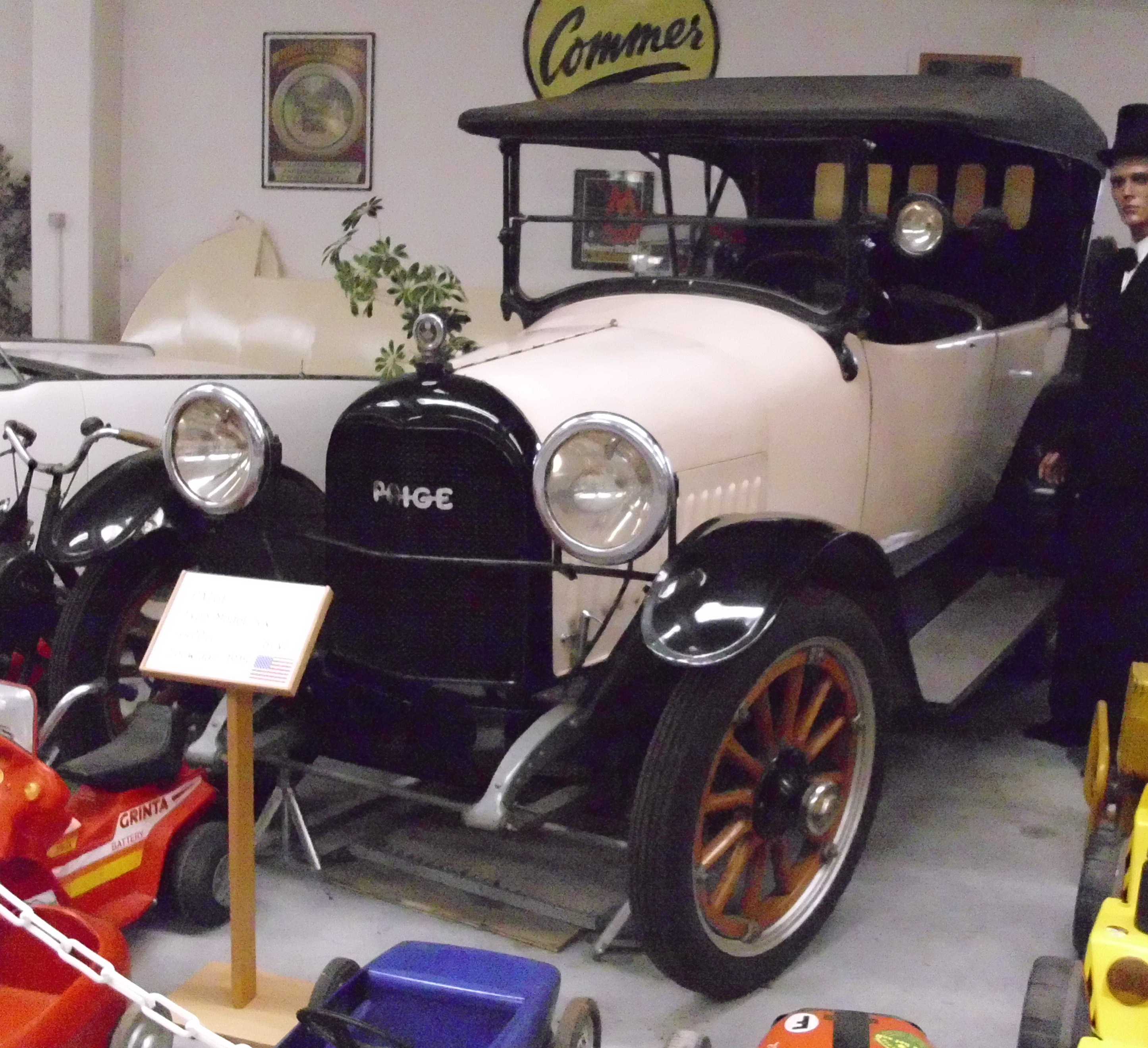
Paige Series 46

І знову кузови носять незвичайні імена, що стане візитною картки фірми до середини 20-х: Montrose Coupe, Brighton Raceabout, Westbrook Roadster, Maplehurst Sedan і Glenwood Touring.
Через рік продажі машин досягли рівня в 17000 примірників.
У січні 1915 року з каталогів пропадає модель 25, молодшою стає «Серіес 36», а на місце топ-моделі приходить 6-циліндрова «Серіес 46» з мотором, об'ємом в 5 л, який фірма стала закуповувати у компанії «Континентал», потужний мотор дозволяв розганятися до 80 км/год цій крупній машині за 30 секунд, що було дуже непогано для серійної машини того часу. В автомобілі серії 46 використовувалися різні матеріали обробки, в тому числі, за замовленням, і джинсовою тканиною.
Через рік з виробничої програми зникає модель 36, замість неї з'являється Series 6-36, яка оснащена 6-циліндровим мотором, об'ємом 4.1 л.
В цьому ж році Джеветт ставить конвеєрну лінію на своєму заводі, яка аналогічна Фордовому конвеєру.

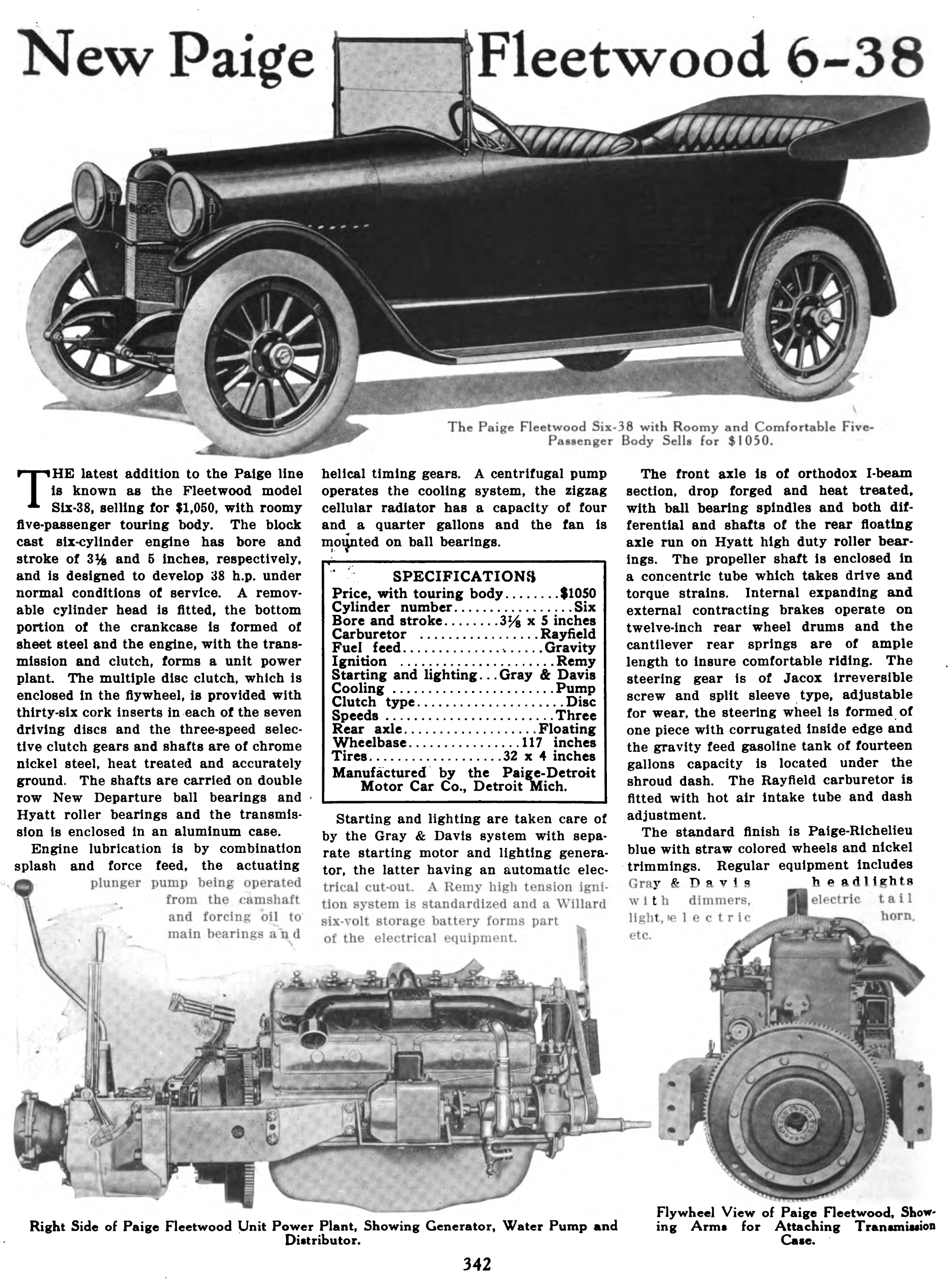
Paige Series 6-38 Linwood Touring

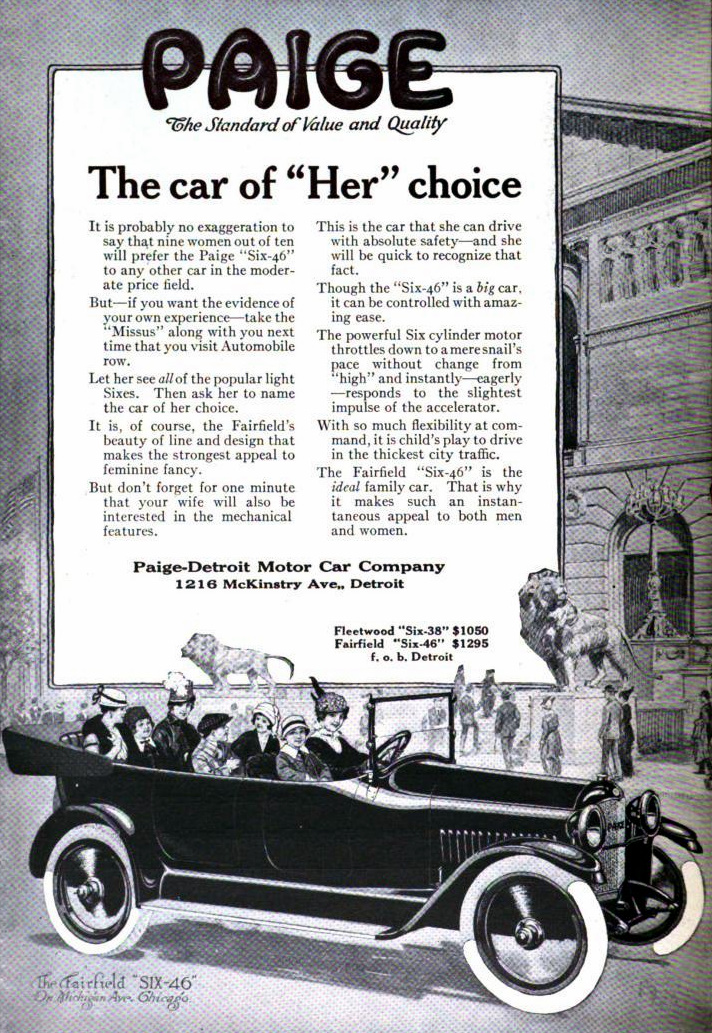
Paige Series 6-51 Brooklands Roadster

А в 1917 році і вона змінюється новою моделлю 6-39 з мотором в 3.7 л фірми «Рутеберг», разом з нею з'являється і 5 л модель 6-51 із збільшеним в порівнянні з 6-48 шасі. Машини конкурують з такими марками, як Oakland, Studebaker, Hudson і Oldsmobile.
В 1918 році залишаються тільки 6-39 і 6-55, який замінив модель 51, у виробничій програмі з'являються 2-тонні вантажівки для військових потреб.

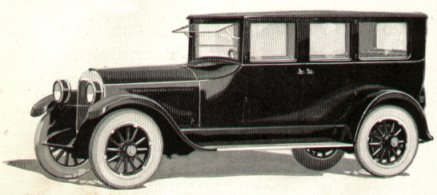
Paige Series 6-66

В 1920 році замість моделі 39 з'являється модель 6-42 зі збільшеною базою, мотор розвивав більшу потужність при тому ж об'ємі, проте у зв'язку з ростом цін на матеріали ціна на автомобілі також росте вгору. Щоб рекламувати свої автомобілі, Джеветт вирішує виставляти їх на гонки з підйому в гору, майже у всіх змаганнях автомобілі здобувають перемогу.

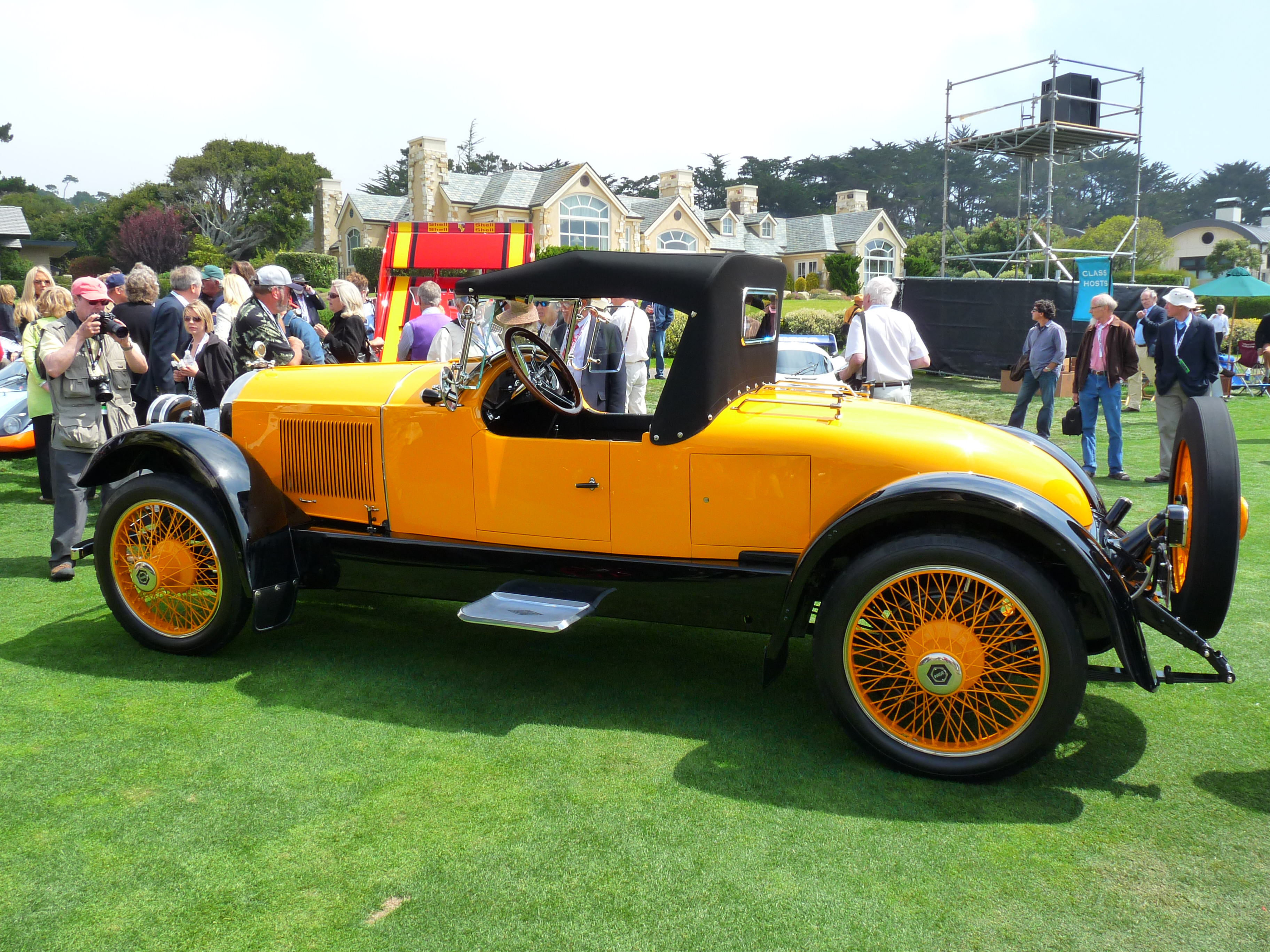
Paige Series 6-66 Daytona

У березні 1921 року знову відбувається оновлення, замість 6-42 з'являється 6-44 з мотором власного виготовлення, об'ємом в 4.1 л, а замість моделі 55 з'являється 6-66 з мотором в 5.4 л. Фірма рекламує 6-66 як «найкрасивіший американський автомобіль». А одна з версій має цікаву особливість — 2-місний кузов має виїжджаючу з порога нішу.
Джеветт виставляє цю модель на шоу з підйому в гору «Pike's Peak», кут нахилу гори становить 25 градусів, автомобіль їхав по пересіченій місцевості, і в підсумку досяг мети, фірма рекламує цю подію як ексклюзивну, по завіренню власників компанії жоден автомобіль не проробляв до цього такий довгий і з таким нахилом заїзд.
Однак не тільки гонки в гору могли стати рушієм продажів. Фірма «Пейдж» наймає Ральфа Малфорда як головного тест-пілота фірми, в січні під час тестування автомобіля перед запуском його в серію гонщик ставить рекорд швидкості 169.7 км/год. Проте ні успіхи в гонках, ні не найдорожчі ціни на автомобілі не стимулюють ріст продажів, і вони падають до рівня в 10 000 авто, ще рік тому фірма продала 16 000 автомобілів.

### Автомобілі Jewett

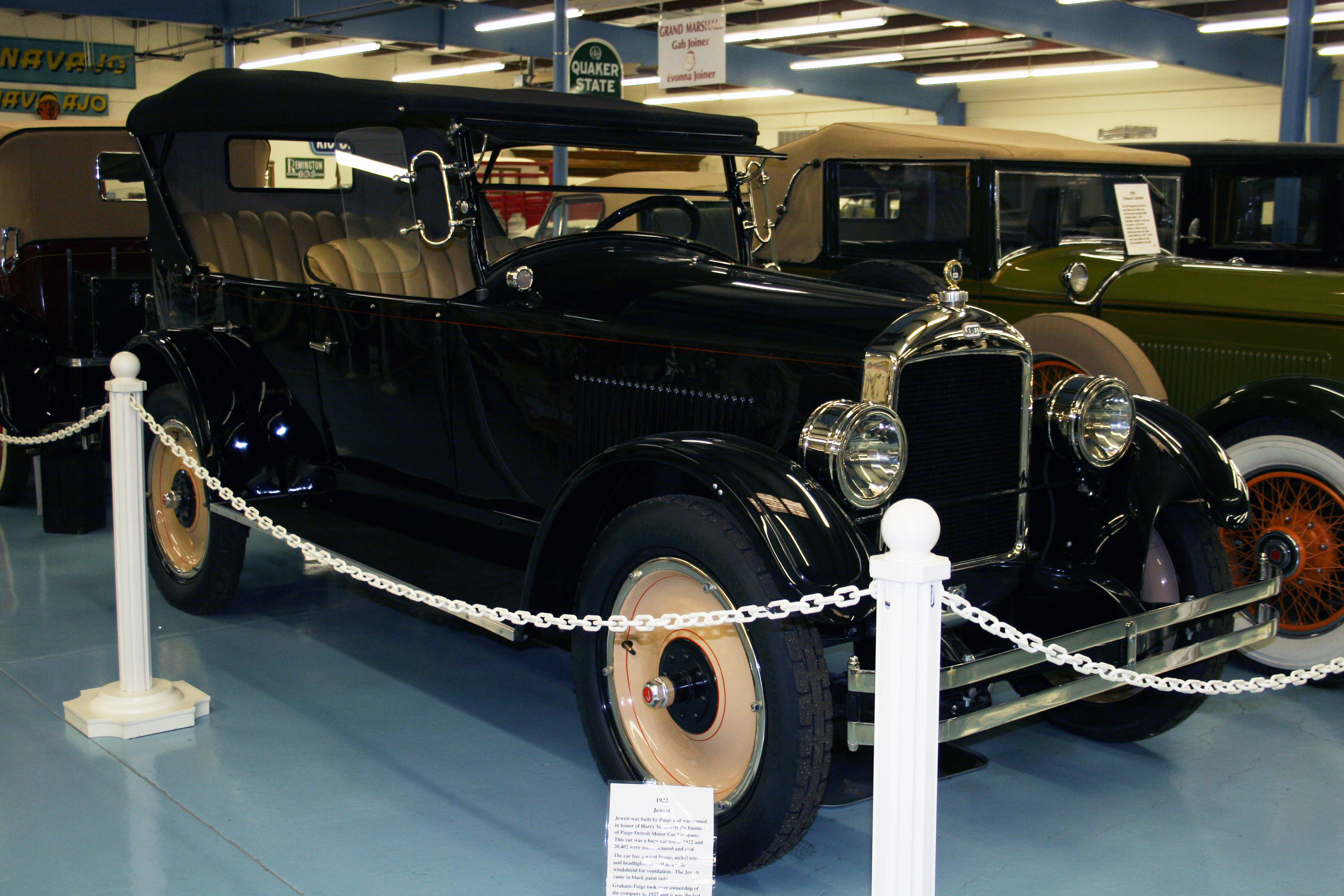
Jewett 18-22

Щоб стимулювати зростання продажів, Джеветт вирішує створити лінійку автомобілів, які б продавалися за дешевшою ціною, однак вирішується не псувати імідж дорогих авто марки Paige, і він засновує дочірнє підприємство, автомобілі якого носять логотип Jewett на решітці радіатора. Автомобіль також мав 6-циліндровий двигун, мав не особливо примітний дизайн, але завдяки ціні розходився в 2 рази краще дорогої марки фірми, за 1922 рік було продано 9300 автомобілів марки «Пейдж» і 20400 «Джеветт».
Мотор на машині стояв від «Пейдж», об'ємом в 4.1 л і потужністю в 50 сил. В 1925 році машину перейменували в «Джеветт 23-25», а останньою моделлю фірми «Джеветт» стала модель 25-26 з мотором фірми «Контінентал», об'ємом в 2.8 л, який давав віддачу в 40 сил. Ця марка проіснувала до грудня 1926 року.
В 1923 році через популярність марки «Джеветт», «Пейдж» припиняє виробництво молодшої моделі марки, а замість 6-66 з'являється 6-70, все з тим же 5.4 л мотором, але потужність якого доведена вже до 70 сил. Ці дорогі автомобілі серійно йшли з подвійними бамперами, які кріпилися за допомогою пружин (завдяки їм у разі торкання бампер відходив назад), з кофрами для багажу, двома запасними покришками, з затонованою смужкою вгорі лобового скла (захист від сонця), насосом і інструментами. Технічною родзинкою були шарніри автомобіля, які треба було шприцювати всього раз в 24 000 км.
Автомобілі, які оснащувалися кузовом лімузин до всього іншого мали скло за водієм, яке могло опускатися в спинку сидіння, якщо треба було їхати кудись великою компанією, і за кермом, наприклад, сидів глава сімейства, він же — господар машини. Якщо ж автомобіль використовувався як лімузин, то водій і пасажири перемовлялися по внутрішньому телефону. Внутрішнє оздоблення включало в себе фіранки з шовку, вбудовану парфумерну тумбочку для дам, в якій зберігалися дзеркало, парфумерія, записна книжка з чорнилом, все це було в шухлядці, зробленому з кореня волоського горіха.
Також волоський горіх був присутній в обробці салону, і з нього було зроблене кермо, і це все на автомобілі, який коштував 3400 баксів.
В цьому ж році фірма припиняє випуск вантажних автомобілів через те, що не справляється з поставками дешевих «Джеветт». Наприклад, в день випускали 25 «Пейджів» і 100 «Джеветтів», через рік був готовий новий завод, і підприємство змогло наростити випуск більш дорогих автомобілів.
В 1924 році виробнича програма залишилася та ж, але фірма випустила рекламу, на фотографії якої було видно, що олівець стоїть вертикально на пробці радіатора, В тексті пропонувалося поставити вертикально олівець на своїй машині, і завести її, а також дати обертів, олівець не падав. Така от була гордість у власників фірми за свій збалансований автомобіль з м'якою роботою двигуна.
В 1925 році всі автомобілі фірми стандартно отримують гідравлічні гальма всіх коліс, а мотори отримують автоматичний натягувач ланцюга, який також автоматично змазувався у міру потреби. Це була розробка фірми «Пейдж». Також стандартно всі автомобілі стали оснащуватися камерними покришками, які вперше серійно ставити на свої автомобілі стала фірма Cole.

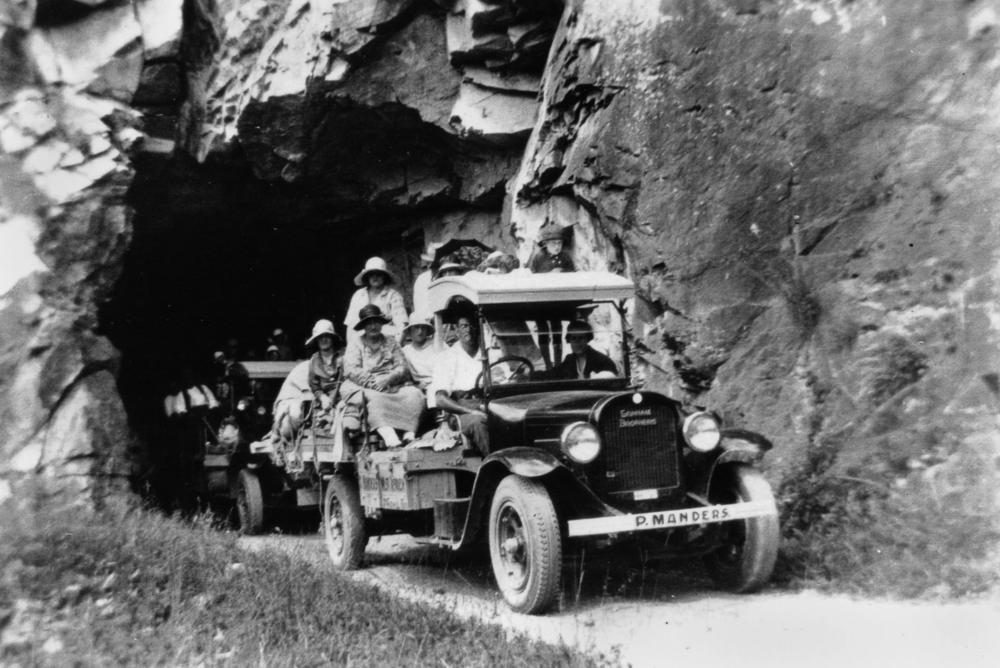
Paige Series 24-26

У 1926 році керівництво фірми оголошує про нову програму «New Day», машини отримують ряд оновлень, зменшуються в розмірах, але мотори залишаються ті ж. Замість 6-70 з'являються 21-24 і 24-26, з яких найбільша 24-26 все одно була на 20 см меншою старої моделі.

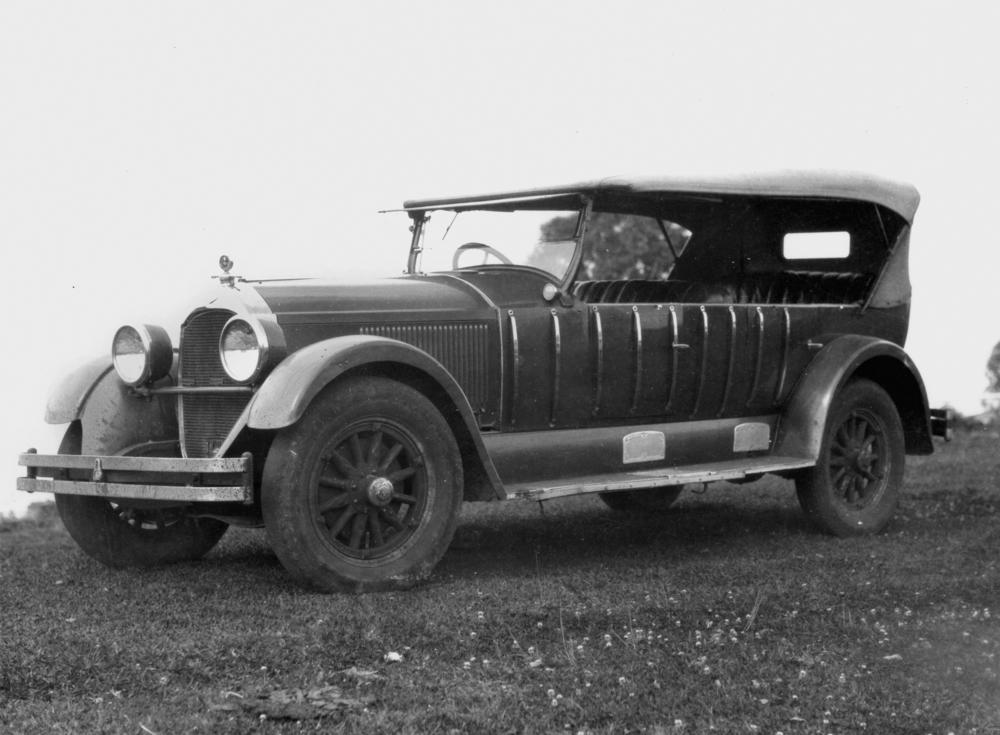
Paige Series 6-45

Наприкінці 1926 року марку «Джеветт» скасовують, і в 1927 дешевий 6-циліндровий автомобіль починають виробляти під маркою «Пейдж», машина отримує індекс 6-45, мотор збільшений до 3.0 літрів, і він видає 43 сили. 6-65 замінить 21-24 і 6-75 приходить на зміну 24-26, перший отримує мотор 4.1 л і потужністю 64 сили, а другий — 68-сильний 4.4 л мотор.

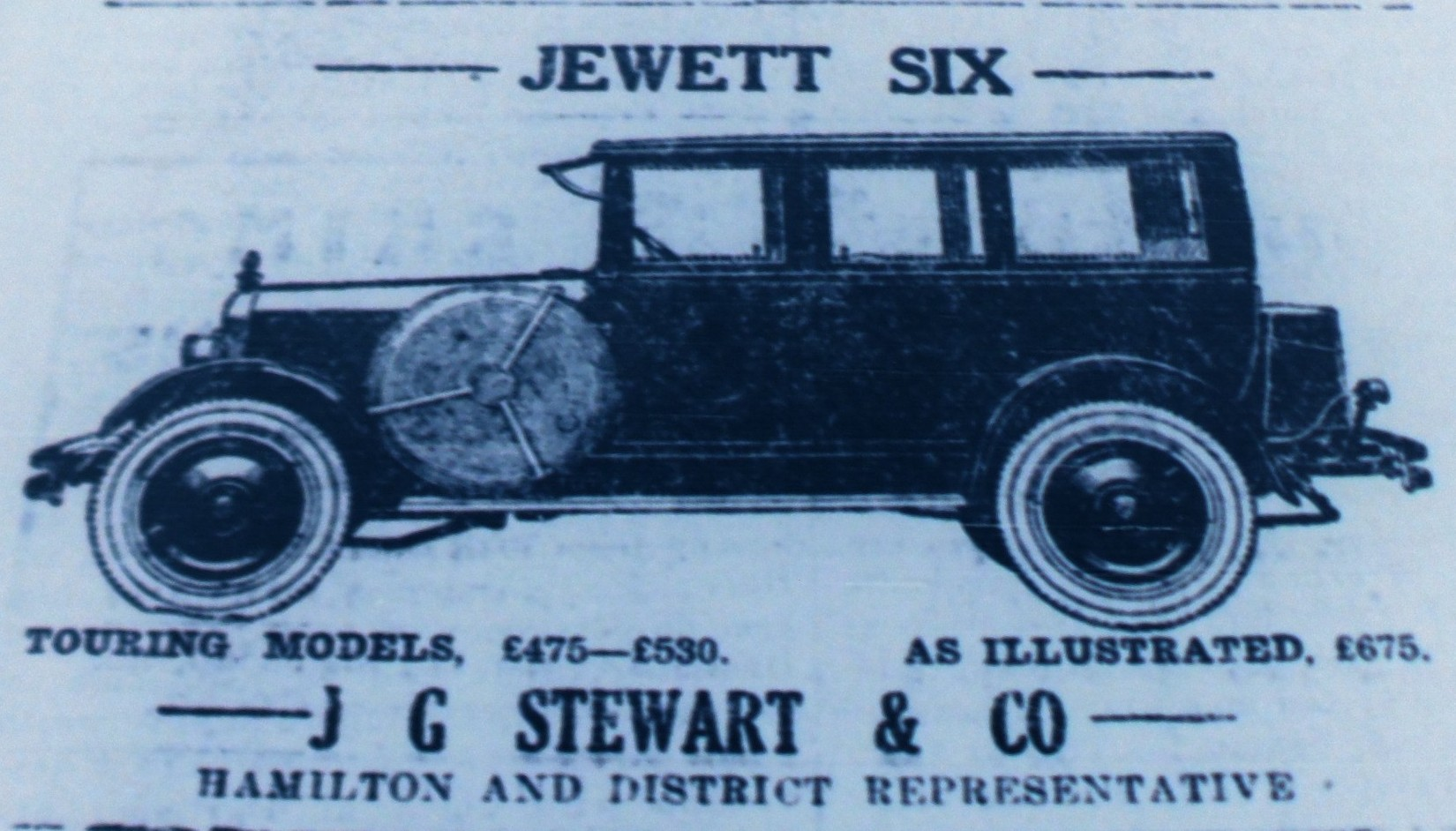
Jewett 23-25

Крім нових 6-циліндрових моделей, фірма випускає 8-циліндрову модель, мотор для якої закуповується у фірми «Лайкомін», він має об'єм 4.9 л і потужність 80 сил (мотор знайомий по автомобілях фірми «Оберн»), на цю машину стали встановлювати 4-ступінчасту коробку передач фірми «Уорнер» . Бампери були стандартним обладнанням, але за штамповані колеса треба було доплачувати 15 доларів.

## Припинення виробництва автомобілів. Закриття компанії. Утворення фірми Graham-Paige
Але справа була така, що продажі фірми падали, і фінансові справи йшли не так добре, як очікувалося, так в 1926 році прибуток склав всього 30% від очікуваного, і хоча збитку не було, але й особливого доходу компанія не приносила, в підсумку 10 червня 1927 старе керівництво пішло у відставку, а господарями фірми стали брати Грем.
A всього компанія випустила за цей час близько 400 000 автомобілів.

## Список легкових автомобілів Paige
- 1910 — Paige-Detroit Model 1 Challenger
- 1911 — Paige-Detroit Model B
  - Paige-Detroit Model C
- 1912 — Page Series 25
- 1913 — Page Series 36
- 1915 — Page Series 46
- 1916 — Page Series 6-36
- 1917 — Page Series 6-39
  - Page Series 6-51
  - Page Series 6-48
- 1918 — Page Series 6-55
- 1920 — Page Series 6-42
- 1921 — Page Series 6-44
  - Page Series 6-66
- 1923 — Page Series 6-70
- 1926 — Page Series 21-24
  - Page Series 24-26
- 1927 — Page Series 6-45
  - Page Series 6-65
  - Page Series 6-75
  - Page Series 8-85

## Список автомобілів Jewett
- 1922 — Jewett 18-22
- 1925 — Jewett 23-25
- 1926 — Jewett 25-26